# 佐藤恵美 (精神保健福祉士)
佐藤 恵美（さとう えみ、1970年 - ）は、日本の臨床心理学家、精神保健福祉士。

## 人物
東京都出身。病院勤務などを経て現職。医療現場および社内のカウンセラーとして個別面談で多くのビジネスパーソンの悩みに向き合い、ストレスマネジメントについてアドバイスしている。また、島悟との共同研究や実践活動も多い。「働く人の安全と健康」に多数寄稿している。現在、数多くの企業・団体でメンタルヘルス研修の企画・講師を務めている。

## 略歴
- 北里大学大学院医療系研究科修了
- 産業精神保健研究所・神田東クリニック　チーフマネージャー

## 著書
- 2007年 ストレスマネジメント入門 日本経済新聞社 ISBN 978-4-532-11136-6
- 2009年 職場うつ 〈DVD 全3巻〉―あなたに起こった場合、同僚に起こった場合― 日本経済新聞社 ISBN 4-532-48681-5

## 主な論文
- 2003年 「事業場における労働者の心の健康づくりのための指針」の事業場外資源として, 産業ストレス研究 10/4,p245-249
- 2004年 職業人によくある病気・悩みとその対応(特集 職場における心理臨床), 臨床心理学4/1,p63〜69
- 2004年 早期受診の効用--うつ病と自殺の関連(特別企画 精神科受診), こころの科学115,p25〜29
- 2004年 職場の組織風土の測定 : 組織風土尺度12項目版(OCS-12)の信頼性と妥当性, 産業衛生学雑誌46/6,p213-222
- 2005年 職場で進めるメンタルヘルス(2)メンタルヘルス対策立案の前に--ニーズアセスメント, 働く人の安全と健康56/2,p192〜195
- 2006年 うつ病労働者の受療行動に影響を与える要因, 産業衛生学雑誌48(臨時増刊),p694

## 関連事項
- 島悟 京都文教大学教授
- 産業メンタルヘルス研究所